# 青城公园
青城公园，原名龙泉公园、人民公园，是内蒙古自治区呼和浩特市回民区内的一座市政公园，以中山西路和体育场路为界，占地面积44.82公顷 ，是呼和浩特市的主要旅游景点之一。 

## 历史
青城公园前身是龙泉公园，因园中有卧龙岗一山和龙泉一泉而名。公园于1931年7月开园，时任绥远省建设厅厅长的冯曦为公园刻石立碑，纪录龙泉公园的开始，但现碑已失存。
中华人民共和国成立后，1950年对公园进行了重建，更名为“人民公园”。 
1953年，园内东南角增建呼和浩特市动物园，其中最早的一批动物都是从当地的农民手中收购的，有狐狸4只、狼2匹、猫头鹰2只，其中1匹狼仅三条腿，后逐渐增加了其他动物。
1955年，公园内修建人工湖。
1997年6月，应市民要求，公园又更名为“青城公园”以凸显其自治区首府公园的特点。
2003年9月，公园取消门票。
2006年9月，原动物园搬迁至大青山野生动物园。
公园现时已发展为放性城市综合公园，同时是内蒙古自治区重点公园。

## 概况
青城公园现时总面积44.82公顷，其中绿化面积27.57公顷，水域面积9.25公顷，硬化面积8公顷，以北门入口至烈士塔的主路为纵轴，烈士塔又形成方形广场并又向东西两侧延伸形成横轴，组成自然活泼的园林布局。
公园内有人民英雄纪念碑、包钢开炉纪念钢锭、龙泉、卧龙岗、老龙潭、青龙背、先农坛庙、九龙吐水、小池印月、荷花湖广场等景点，其中荷花湖广场会举办荷花节，周边有慈灯寺等宗教场所。

### 人民英雄纪念碑
青城公园内的人民英雄纪念碑高19米，碑身南北两侧是毛泽东书写的“烈士们永垂不朽”碑文，东西两侧是其蒙文的碑文，碑体上于2015年加装了玉石浮雕，同时基座增加了汉白玉栏杆。纪念碑于1995年被列入呼和浩特市11个爱国主义教育基地之一，于1996年6月1日揭牌开放，2011年11月被列入内蒙古自治区爱国主义教育基地之一。